# TV WAU
TV WAU – słowacki kanał telewizyjny należący do grupy JOJ, adresowany do młodych kobiet. Został uruchomiony w 2013 roku.
Ramówka stacji obejmuje m.in. programy typu doku reality i reality show, a także programy lifestylowe.